# Barleria mitis
Barleria mitis är en akantusväxtart som beskrevs av Ker.-gawl.. Barleria mitis ingår i släktet Barleria och familjen akantusväxter. Inga underarter finns listade i Catalogue of Life.